# André Dirckx
André Dirckx (1936) is een Belgisch voormalig bankier en bestuurder.

## Levensloop
André Dirckx behaalde de diploma's van doctor in de rechten en licentiaat in de financiële en handelswetenschappen aan de Katholieke Universiteit Leuven. Hij begon zijn carrière in 1961 bij de Bank van Antwerpen, waar hij uiteindelijk secretaris van de bestuurder-directeur werd. In 1965 werd de bank door de Generale Maatschappij van België overgenomen. Dirckx kwam op de tak exportfinanciering van de Generale Bank terecht. Hij werd achtereenvolgens hoofd van de divisie corporate, verantwoordelijke van de back office, adjunct-directeur centrale kredieten, directielid van de zone Brussel, directeur-generaal van de zone Antwerpen en in 1988 lid van het directiecomité. In 1998 verliet hij de bank.
In 1999 werd hij voorzitter van Brussels Exchange, de beurs van Brussel. In 2001 werd hij ook voorzitter van vastgoedinvesteringsmaatschappij Cofinimmo. In deze hoedanigheid volgde André Bergen hem in 2011 op. Dirckx was ook bestuurder van Euronext en vastgoedbedrijf Warehouses De Pauw en voorzitter van de vzw Spullenhulp.